# The New Pornographers
The New Pornographers és un grup de pop-rock indie canadenc nascut el 1997 a Vancouver (Colúmbia Britànica). El seu estil té trets del power-pop i el pop psicodèlic, entre d'altres.
Una de les característiques de la banda és que està formada per un bon nombre de persones, alguns dels quals desenvolupen al seu torn projectes propis, la qual cosa ha fet que se'ls qualifique sovint com a supergrup: A. C. Newman, el principal compositor, té un projecte en solitari; Dan Bejar és el líder de Destoyer i Neko Case, la veu femenina principal, també té una carrera pròpia en solitari.
Sembla que el nom del grup va sorgir arran d'unes declaracions d'un telepredicador evangèlic estatunidenc, Jimmy Swaggart, qui va dir que la música era la nova pornografia.

## Membres
- Carl Newman: carrera en solitari com a A.C. Newman). Ha estat també a Superconductor i Zumpano
- Dan Bejar de Destroyer i Swan Lake
- Kathryn Calder d'Immaculate Machine
- Neko Case, cantant en solitari. També ha estat a Maow i cub
- John Collins de The Evaporators

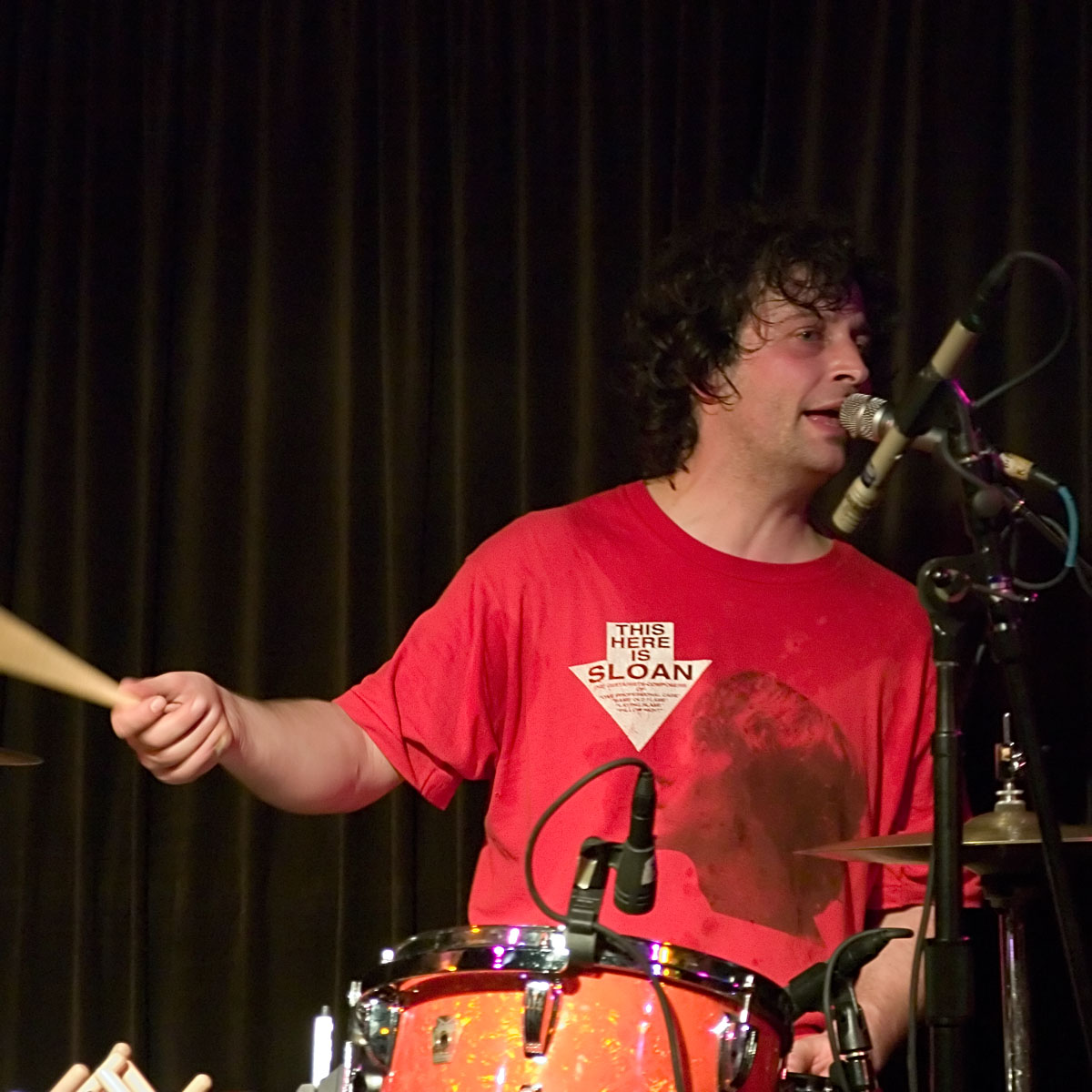
Kurt Dahle de Limblifter i Age of Electric
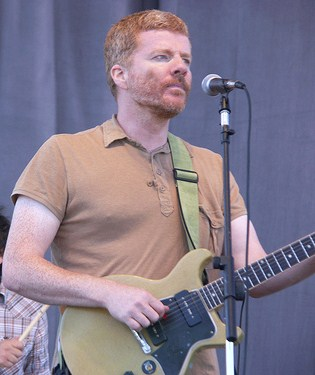
A.C. Newman
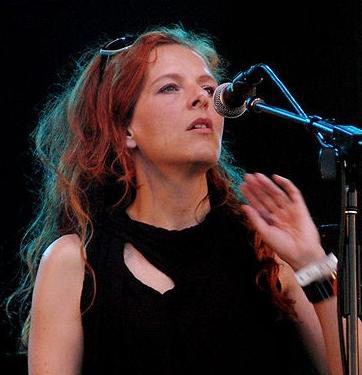
Neko Case 2009

- Todd Fancey, en solitari amb els noms Fancey i Limblifter
- Nora O'Connor de The Blacks i Andrew Bird's Bowl of Fire
- Blaine Thurier, director de cinema independent.

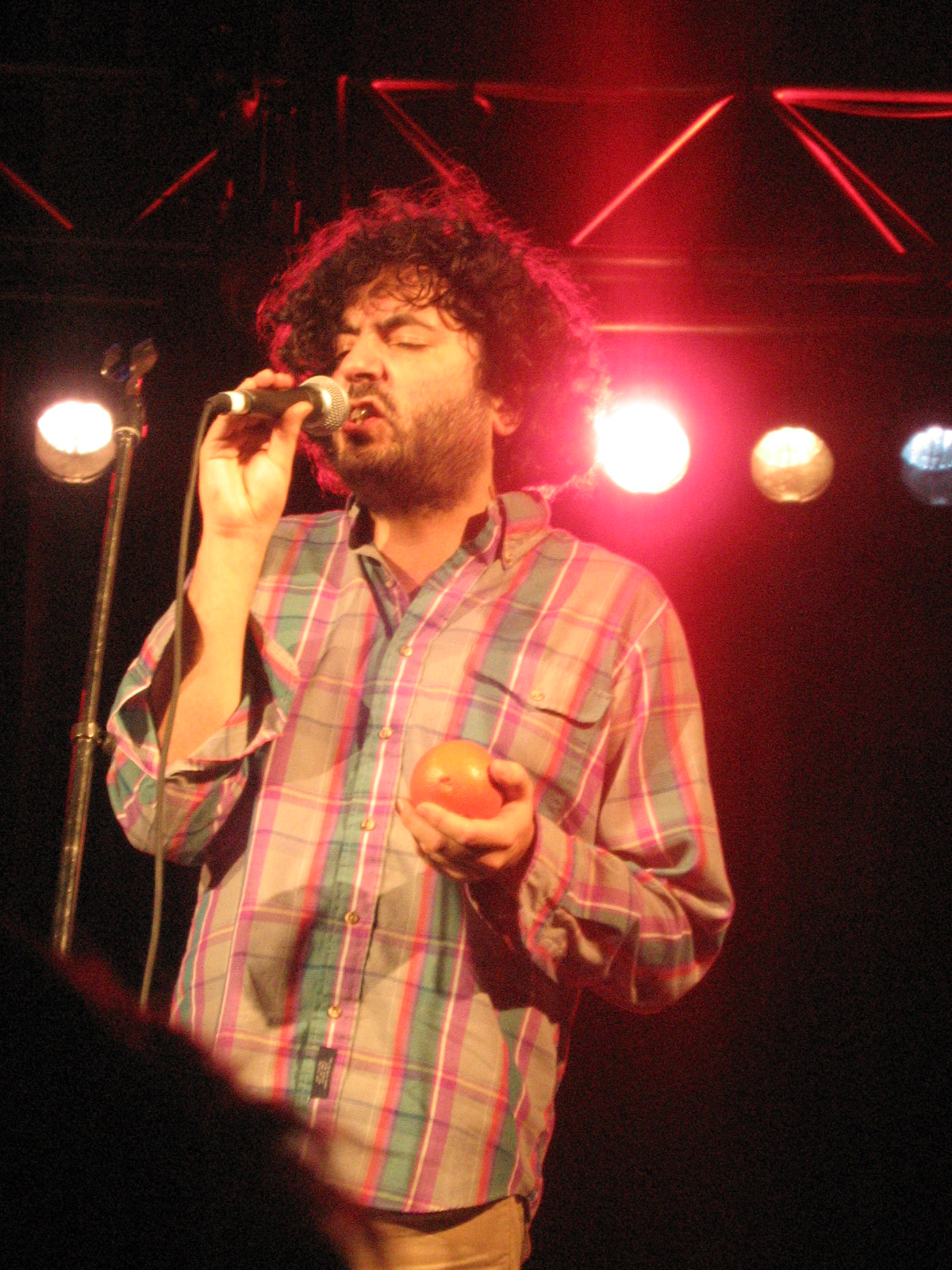
Dan Bejar
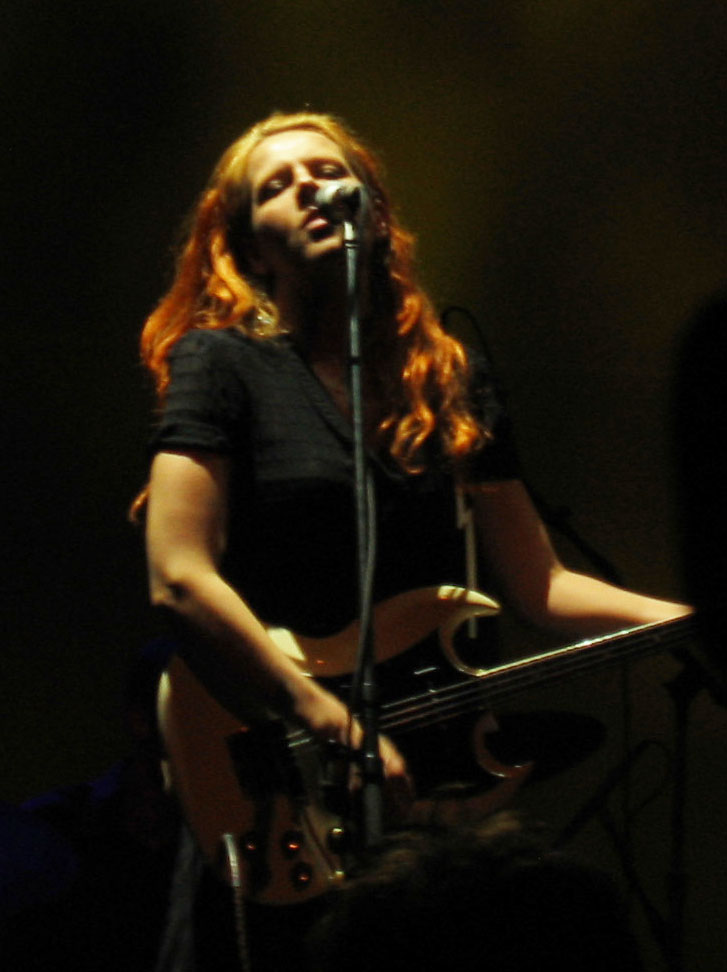
Neko Case
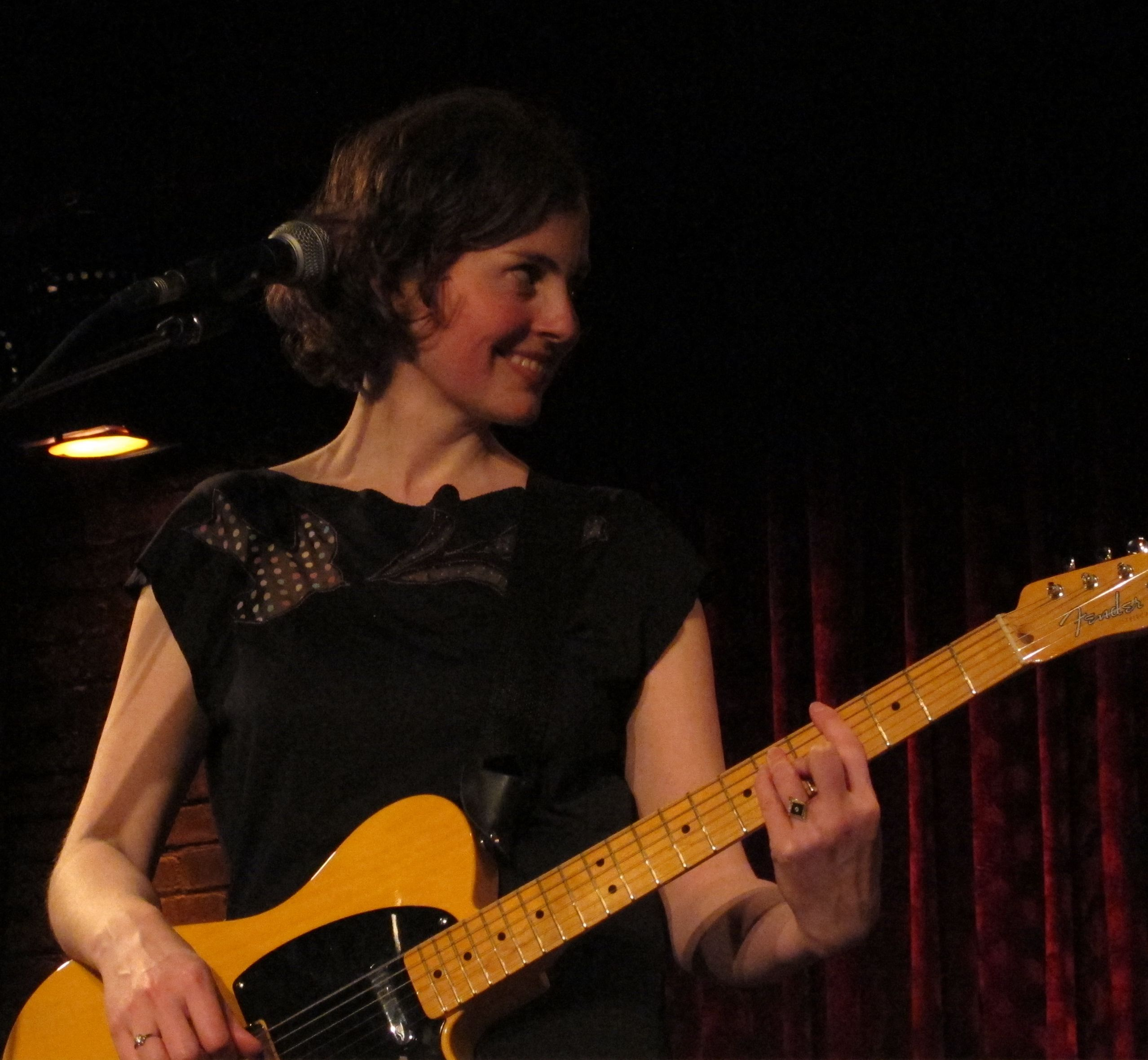
Kathryn Calder

- Kurt Dahle
- A.C. Newman
- Neko Case 2009

## Discografia

### Àlbums
- Mass Romantic, 2000.
- Electric Version, 2003.
- Twin Cinema, 2005.
- Live!, 2006.
- Challengers, 2007.
- Together, 2010.
- Brill Bruisers, 2014.
- Whiteout Conditions, 2017.
- In the Morse Code of Brake Lights, 2019.

### Singles
- "Letter from an Occupant", 2002.
- "Use It", 2006.
- "Sing Me Spanish Techno", 2006.